# طابع غيانا البريطانية
يعتبر العديد من هواة جمع الطوابع طابع غيانا البريطاني ذا اللون الأرجواني 1c أشهر طابع نادر في العالم. وقد صدر بأعداد محدودة في غيانا البريطانية (غيانا الآن) في عام 1856، ولا يُعرف الآن سوى عينة واحدة فقط. وهو طابع البريد الرئيسي الوحيد الذي صدر في المملكة المتحدة أو الكومنولث البريطاني ولم يصنف في مجموعة الطوابع البريدية الملكية البريطانية.
طابع غيانا البريطاني طابع غير مثقوب، مطبوع باللون الأسود على ورق أرجواني اللون، وتظهر صورة سفينة شراعية يتوسطه شعار المستعمرة اللاتيني "Damus Petimus Que Vicissim" (نعطي ونتوقع في المقابل). تحيط بالسفينة أربعة خطوط رفيعة. يحيط بالإطار بلد إصدار الطابع وقيمته مكتوبان بحروف كبيرة سوداء.
اشترى نيل ماكينون، وهو جامع طوابع محلي في غويانا، النسخة الوحيدة المعروفة للطابع في عام 1873 بعد أن رفض شراءه في البداية. أدرك تاجر ليفربول، توماس ريدباث، ندرته واشتراه في عام 1878. حصل جامع الطوابع الشهير فيليب فون فيراري على الطابع في العام نفسه، وامتلكه في فرنسا عدة عقود. وقد استولت عليه الحكومة الفرنسية في نهاية الحرب العالمية الأولى، وعُرض في مزاد علني في باريس عام 1922 بمبلغ قياسي عالمي، ثم قضى سنوات في أيدي مالكيه الأمريكيين. وقد عُرضت هذه النسخ من الطابع في المعرض العالمي لعام 1939-1940، كما عُرضت في معرض لندن الدولي للطوابع في عام 1923. وقد شاهد الملك جورج الخامس الطابع في هذا المعرض، ويقال إنه رفض عرضًا لامتلاكه، على الرغم من أنه كان قد أرسل وكيله إلى مزاد باريس.

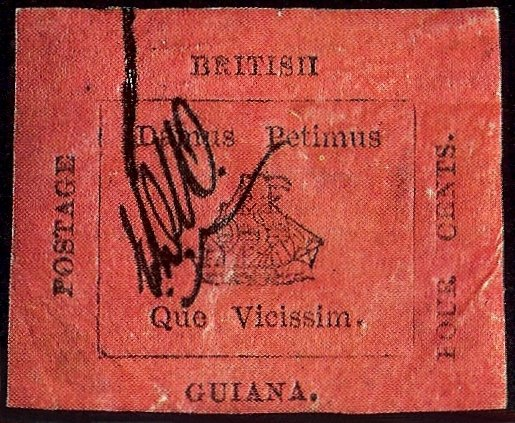
طابع غيانا البريطاني

وببيعها في يونيو 2014 إلى ستيوارت ويتزمان بمبلغ 9,480,000 دولار، حطمت نسخة الطابع الأرجواني من فئة 1c الرقم القياسي العالمي لسعر طابع واحد في مزاد علني أربع مرات. كما جعلها مزاد عام 2014 أغلى قطعة تباع في التاريخ من حيث الوزن والحجم. ثم بيع الطابع بعد ذلك في يونيو 2021 لشركة ستانلي جيبونز PLC في لندن لتاجر طوابع البريد مقابل 8,307,000 دولار.

## خلفية
كان لون الطابع الأحمر الأرجواني عيار 1 سنت ضمن سلسلة من ثلاثة طوابع نهائية صدرت عام 1856، وكانت مخصصة للاستخدام على الصحف المحلية. أما الطابعان الآخران وهما 4c أحمر أرجواني و4c أزرق فكانا مخصصين لطوابع بريد الرسائل. جاء الإصدار عن طريق الصدفة، حيث لم تصل شحنة الطوابع التي كان من المتوقع وصولها عن طريق السفن، لذا فوض مدير البريد المحلي، إي تي إي دالتون، الطابعين جوزيف بوم وويليام دالاس، اللذين كانا ناشري صحيفة الجريدة الرسمية في جورج تاون، بطباعة إصدار طارئ من ثلاثة طوابع. أعطى دالتون بعض المواصفات الخاصة بالتصميم، ولكن اختار أصحاب المطبعة إضافة صورة سفينة من تصميمهم الخاص إلى الطوابع. لم يكن دالتون راضياً عن النتيجة، وكضمانة ضد التزوير أمر دالتون بأن يوقع أحد موظفي مكتب البريد على جميع المراسلات التي تحمل الطوابع. وقد وقَّع الكاتب إدموند د. وايت على هذا الطابع تحديداً بالأحرف الأولى E.D.W.

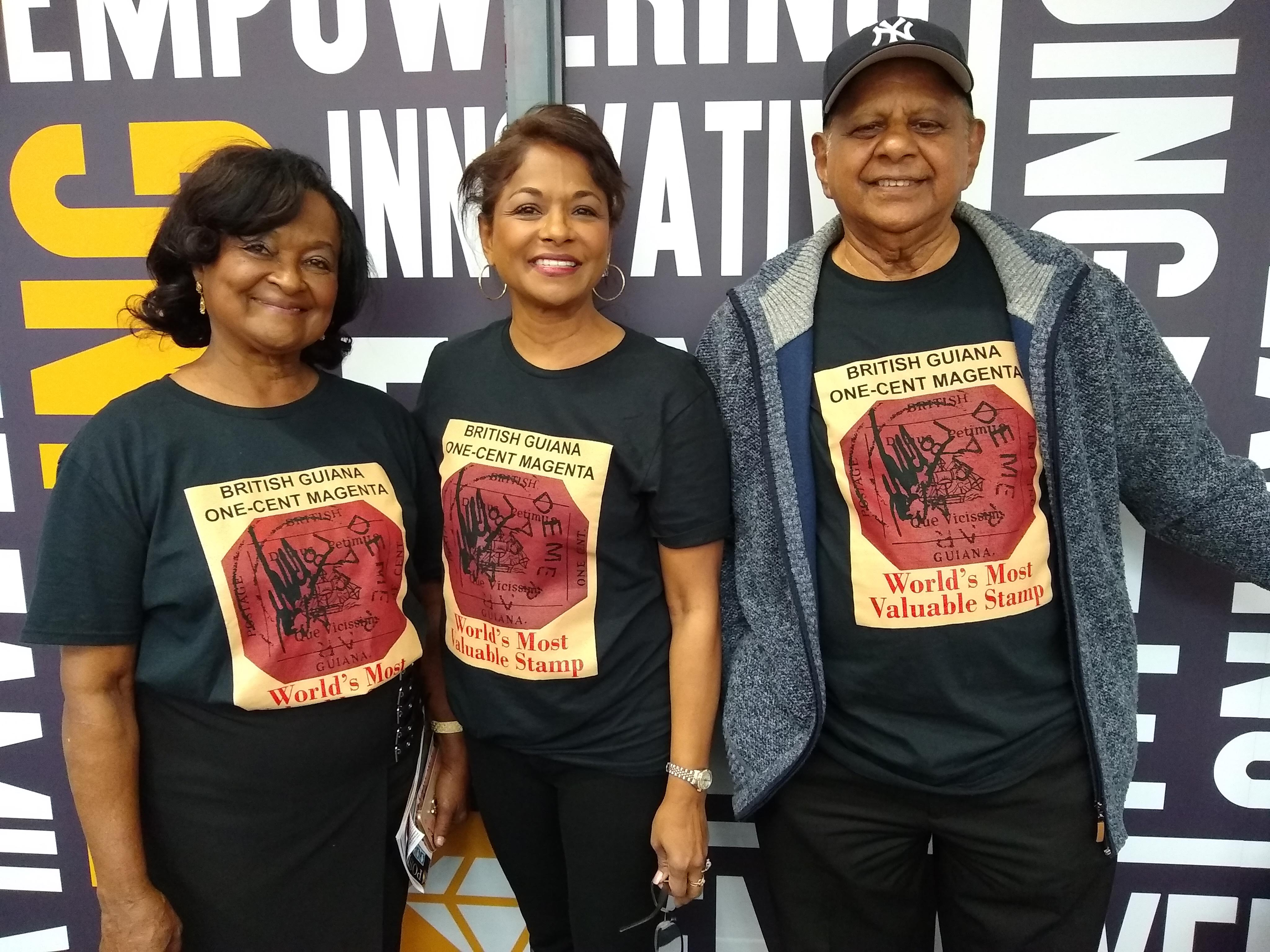
أعضاء جمعية غيانا لهواة جمع الطوابع مع قمصان عليها رسم طابع غيانا البريطانية ذو اللون الأرجواني 1c (2)

## الوصف والتاريخ
من المعروف وجود نسخة واحدة فقط من طابع 1c. وهي في حالة مستعملة ومقطوعة بشكل مثمن. ولا يُعرف سبب قص الزوايا الأربع؛ حيث لا تزال هناك أمثلة مقصوصة وغير مقصوصة من الإصدار الذي تبلغ قيمتهُ 4 سنتات. يمكن رؤية توقيع، وفقًا لسياسة دالتون، على الجانب الأيسر، إلى جانب ختم بريدي ثقيل. تم شراء الطابع في 4 أبريل 1856 أو قبله، وهو تاريخ ختمه البريدي. اكتشف الطابع في عام 1873، من قبل تلميذ إسكتلندي يبلغ من العمر 12 عامًا، لويس فيرنون فوغان، في مقاطعة ديميرارا الغويانية (التي يحمل الطابع البريدي ختمها)، بين رسائل عمه. لم يكن هناك أي سجل للطابع في فهرس الطوابع الخاص به، لذا فقد باعه بعد بضعة أسابيع مقابل ستة شلنات إلى جامع محلي هو نيل روس ماكينون. في عام 1878، بيعت مجموعة ماكينون إلى تاجر طوابع في ليفربول، توماس ريدباث، مقابل 120 جنيهاً إسترلينياً. أوصى فيراري بمجموعة طوابعهِ الضخمة لمتحف برلين، ولكن بعد وفاة فيراري في عام 1917، أخذت فرنسا المجموعة بأكملها كتعويضات حرب بعد نهاية الحرب العالمية الأولى.

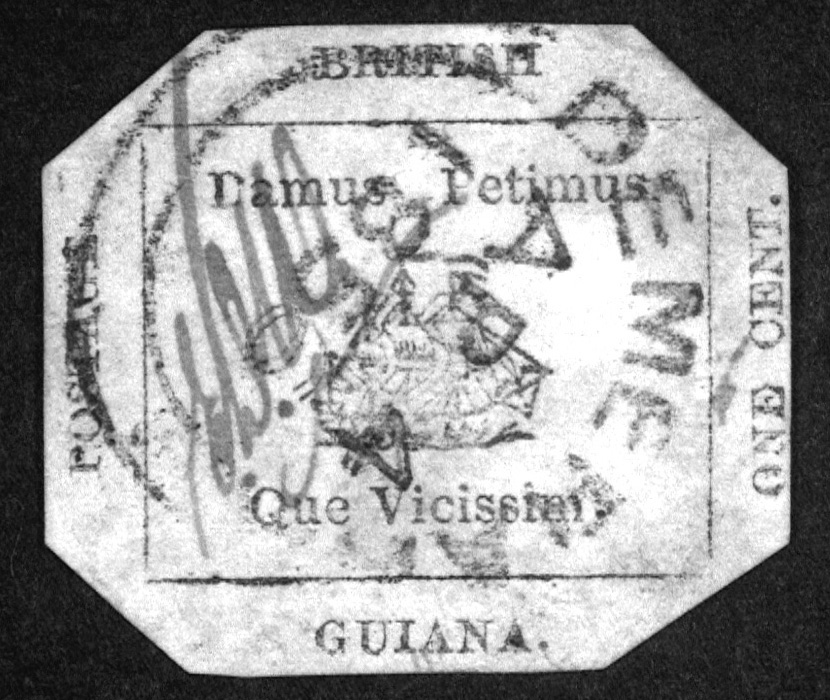
باستخدام مرشح الأشعة تحت الحمراء صور الطابع، مما جعل الطباعة أكثر وضوحًا

اشترى آرثر هيند الطابع في باريس في أبريل 1922، في أحد مزادات ممتلكات فيراري، بأكثر من 32,000 دولار - حيث قيل إنه زايد على ثلاثة ملوك، من بينهم جورج الخامس، الذي كان وكيله في عملية البيع. في 6 أبريل 1922، خلال البيع 3، القطعة 295، بيع الطابع بمبلغ 300,000 فرنك مع ضريبة مبيعات فرنسية بنسبة 17.5%، مما يجعل مجموع ما بيع من الطوابع 352,500 فرنك، وهو رقم قياسي عالمي في بيع الطوابع. وقد قُدّر السعر بشكل عام بما يتراوح بين 165,000 و220,000 فرنك، وقد عرض الطابع لأول مرة على الإطلاق للجمهور قبل يومين، بعد ظهر يوم الثلاثاء 4 أبريل. استمتع آرثر هيند "بامتلاكه لأغلى طابع في العالم،" و"أجرى مقابلات معه بحرية" و"كثيرًا ما أعار الطابع للمعارض."، وقد عُرض الطابع في معرض لندن الدولي للطوابع في الفترة من 14 إلى 28 مايو 1923، وهو حدث افتتحه جورج الخامس." ويُفترض أن هند عرض على الملك جورج الطابع، الذي "رفض بأدب." وفي وقت لاحق، "ذكر هند أن جلالته هنأه على شرائه." وكان المعرض هو أول مرة يُعرض فيها الطابع في بريطانيا منذ عام 1878.
في 30 أكتوبر 1935، عُرض للبيع في مزاد هارمر روك وشركاه 2704، القطعة 26، حيث تم استلام عرض بقيمة 7500 جنيه إسترليني من بيرسيفال لوينز بيمبرتون. إلا أن القطعة سُحبت وأُعيدت إلى السيدة سكالا (السيدة هند سابقًا). وفي عام 1940، عرضتها للبيع من خلال قسم الطوابع في متجر ميسي في مدينة نيويورك. وقد اشتراه فريد "بوس" سمول، وهو مهندس أسترالي المولد من فلوريدا كان يرغب في امتلاك الطابع منذ أن سمع عنه لأول مرة عندما كان صبيًا. وبشرائه للطابع، أكمل سمول مجموعة كاملة من الطوابع من غيانا البريطانية.
في عام 1970، باع سمول مجموعته الكاملة من الطوابع في مزاد علني (قُدرت قيمتها بـ750,000 دولار)، واستحوذت نقابة مستثمرين من بنسلفانيا برئاسة إروين واينبرغ على طابع 1c، الذي دفع 280,000 دولار مقابله، وقضى معظم العقد في عرضه في جولة حول العالم.
اشترى جون إي دو بونت الطابع بمبلغ 935,000 دولار أمريكي في عام 1980، مسجلاً بذلك رقمًا قياسيًا عالميًا لسعر طابع واحد مرة أخرى. ويُعتقد أنهُ تم حبس الطابع في خزينة أحد البنوك بينما كان صاحبه في السجن، وتوفي وهو لا يزال في السجن في 9 ديسمبر 2010.
ثم باعت تركة دو بونت الطابع في 17 يونيو 2014، في مزاد سوذبيز في نيويورك، في مزاد سوذبيز بنيويورك، في البيع رقم N09154، بمبلغ 9,480,000 دولار، بما في ذلك علاوة المشتري.
استغرق بيع الطابع دقيقتين فقط لمزايد مجهول، وكانت هذه هي المرة الرابعة التي يحطم فيها الطابع الرقم القياسي العالمي للمزايدة على طابع واحد؛ وهذه المرة، حطمت عملية البيع الرقم القياسي لعام 1996 البالغ 2,300,000 دولار لطابع تريسكيلينج الأصفر، وهو طابع سويدي يعود لعام 1855.
وقد عرّف المشتري نفسه منذ ذلك الحين بأنه مصمم الأحذية ورجل الأعمال ستيوارت ويتزمان، الذي كان يجمع الطوابع في طفولته. وقد ذهبت 80% من عائدات المزاد إلى البلغاري فالنتين يوردانوف، وهو مصارع بلغاري متقاعد، وقد ترك له دو بونت معظم تركتهِ.
طُرح الطابع في مزاد علني مرة أخرى في دار سوذبيز في نيويورك في 8 يونيو 2021، حيث بيع الطابع بمبلغ 8,307,000 دولار، وهو أقل من تقديرات ما قبل البيع وسعر البيع السابق. وقد اشتراها وكيل الطوابع النادرة ستانلي جيبونز الذي عرضها في متجرهِ بلندن في إطار مصنوع خصيصًا من دون أكسجين. ابتداءً من 8 نوفمبر 2021، يمكن للأفراد شراء جزء من ملكية الطابع من ستانلي جيبونز.
بعد أن اشترت شركته الطابع، قال الرئيس التنفيذي لمجموعة ستانلي جيبونز غراهام شيركور: "يسعدنا أن نرحب بعودتهِ إلى الأراضي البريطانية حيث نأمل أن يبقى.

## المالكون والعلامات الشخصية

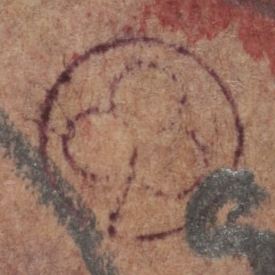
علامة ثلاثية فيراري على الجانب الخلفي للطابع

منذ عام 1856، وضع العديد من مالكي الطابع علامة شخصية على الجانب الخلفي من الطابع. في مذكرة دليل مزاد عام 2021 للطابع، وصفت دار سوذبيز "العلامات الثمانية لحامليهِ على مدار المائة وثلاثة وأربعين عامًا الماضية"، بما في ذلك "ختم فيليب لا رينوتيير فون فيراري ذو الثلاثية الأرجوانية" و"ختم المذنب لفريدريك سمول." كما ترك فينبار كيني، الذي توسط في شراء الطابع لصالح سمول، الأحرف الأولى من اسمه. كما ترك سبعة أفراد مختلفين على الأقل علامة على ظهر الطابع.
قيل إن الصور التي التقطت بالأشعة تحت الحمراء في متحف سميثسونيان البريدي الوطني في عام 2014، "كشفت عن وجود برسيم بأربع أوراق تحت تصميم النجمة السباعية عشرة" على ظهر الطوابع؛ وقيل إن النجمة قد وضعتها آن هند "لحجب علامة زوجها"، وهو تصميم ورقة برسيم تحمل الأحرف الأولى من اسمه "AH." وبالمثل وصفت دار سوذبيز هذا الأمر في عام 2014، بأنه "ربما يكون ختمًا يدويًا على ظهره عبارة عن نجمة ذات سبعة عشر نقطة استُخدمت لحجب ورقة البرسيم الخاصة بزوج [آن هند]." ولكن في قائمة المزاد لعام 2021، وصفته دار المزاد ببساطة بأنه جزء من علامة آرثر هند. كما أدرجت دار سوذبيز أيضًا صورة لغطاء بريدي من عام 1851 يحمل نفس تصميم النجمة على الغلاف البريدي لعام 2021، وهو المثال الوحيد الآخر المعروف، مشيرةً إلى أنه "نجمة "هند" ذات السبع عشرة نقطة." وفي معرضها للطابع، أدرجت دار ستانلي جيبونز ختم السبعة عشر نقطة كجزء من علامة آرثر هند.
وفي الآونة الأخيرة، أضاف ستيوارت ويتزمان الأحرف الأولى من اسمه ورسم خطي لحذاء خنجر بالقلم الرصاص، مما أثار بعض الجدل في أوساط هواة جمع الطوابع. انظر أدناه للاطلاع على قائمة بمالكي الطابع وجنسياتهم والعلامات التي تركوها، إن وجدت، على ظهر الطابع:
| قائمة المالكين والعلامات الشخصية منذ عام 1856 | قائمة المالكين والعلامات الشخصية منذ عام 1856 | قائمة المالكين والعلامات الشخصية منذ عام 1856                                 | قائمة المالكين والعلامات الشخصية منذ عام 1856 | قائمة المالكين والعلامات الشخصية منذ عام 1856 |
| الاسم                                         | سنة الاستحواذ                                 | العلامة الشخصية                                                               | الدولة                                        | الملاحظات |
| --------------------------------------------- | --------------------------------------------- | ----------------------------------------------------------------------------- | --------------------------------------------- | --- |
| آندرو هانتر                                   | 1856–1873                                     | لا توجد                                                                       | المملكة المتحدة                               | المستلم الأصلي للطابع بالبريد |
| لويس فيرنون فوغان                             | 1873                                          | لا توجد                                                                       | المملكة المتحدة                               | ابن شقيق هنتر الذي عثر على الطابع بين رسائل عمه الشخصية في جورج تاون عاصمة غيانا، وهو في الثانية عشرة من عمرهِ                                                                              |
| إيل روس ماكينون                               | 1873–1878                                     | لا توجد                                                                       | المملكة المتحدة                               | كان جامعًا محليًا للطوابع، وقد رفض في البداية شراءه لشعوره بأنه عينة رديئة؛ وبينما كان يمتلك الطابع، بدأت غيانا البريطانية في جذب انتباه عالم هواة جمع الطوابع                               |
| توماس ريدباث                                  | 1878                                          | لا توجد                                                                       | المملكة المتحدة                               | تاجر ليفربول. وقد أدرك ندرتها واشتراها "على الفور" مقابل 120 جنيهاً إسترلينياً. وبعد أيام فقط، باعها إلى فيراري في باريس، ربما مقابل 150 جنيهًا إسترلينيًا                                     |
| فيليبو فيراري                                 | 1878–1917/20                                  | زهرة ثلاثية أرجوانية داخل دائرة                                               | النمسا/ فرنسا                                 | جامع الطوابع الشهير، الذي احتفظ بالطابع لعدة عقود؛ وخلال هذه الفترة، أصبح يُعرف باسم "أندر طوابع البريد في العالم"                                                                          |
| الحكومة الفرنسية                              | 1920–1922                                     | لا توجد                                                                       | فرنسا                                         | توفي فيراري عام 1917. استولت فرنسا على مجموعة طوابعه وباعتها في مزاد بباريس بين عامي 1921 و1926، وفي ذلك الوقت، رأى العالم أجمع أخيرًا صورةً للطابع البريدي الأرجواني الشهير بقيمة سنت واحد. |
| آرثر هند                                      | 1922–1932                                     |                                                                               | الولايات المتحدة/ المملكة المتحدة             | دفع أكثر من 32500 دولار في عام 1922 في مزاد فيراري، مما جعله يتصدر عناوين الصحف العالمية؛ وقد عرض الطابع في معارض مختلفة                                                                   |
| آن هند سكالا                                  | 1932–1940                                     |                                                                               | الولايات المتحدة                              | زوجة آرثر هند المنفصلة، عرضت الطابع للبيع في معرض نيويورك العالمي في الفترة من عام 1939 إلى عام 1940؛ وباعته إلى سمول مقابل 45000 دولار.                                                   |
| فريدريك تروتون الصغير                         | 1940–1970                                     | ختم يد المذنب؛ كما كتب وكيله، فينبار كيني، الحرف الأول من اسمه "FK" بقلم رصاص | أستراليا                                      | |
| إروين واينبرغ وشركاؤه                         | 1970–1980                                     | "IW" بقلم الرصاص                                                              | الولايات المتحدة                              | تم شراء الطابع مقابل 280 ألف دولار؛ وحمله واينبيرج "في حقيبة مكبلة بمعصمهِ، مع حارس مسلح حاضر دائمًا.                                                                                        |
| جون إليوتير دو بونت                           | 1980–2010/14                                  | "JEdP" بقلم الرصاص                                                            | الولايات المتحدة                              | وريث ثروة دو بونت، قتل المصارع ديف شولتز وتوفي في السجن |
| ستيوارت فايتسمان                              | 2014–2021                                     | الخنجر والحرفان الأولان ”SW“، وكلاهما بالقلم الرصاص.                          | الولايات المتحدة                              | مصمم أحذية أمريكي، دفع 9,480,000 دولار في دار سوذبيز نيويورك في 17 يونيو 2014 |
| مجموعة ستانلي غيبونز                          | 2021– حتى الوقت الحلي                         | لا توجد                                                                       | المملكة المتحدة                               | شركة ستانلي غيبونز لتجارة الطوابع في لندن منذ عام 1856، مع ضمان ملكي تم شراء الطابع في دار مزاد سوذبيز في نيويورك في 8 يونيو 2021 بمبلغ 8,307,000 دولار (بما في ذلك قسط التأمين)           |

## الشائعات والتزييف
في وقت من الأوقات، قيل أن طابع غيانا ذو فئة 1c كان مجرد نسخة "معدلة" من طابع ال 4c الأرجواني من نفس السلسلة، وهو طابع مشابه جدًا لطابع ال 1c في المظهر. ودحضت هذه الادعاءات فيما بعد.
في عقد العشرينيات من القرن العشرين انتشرت شائعة مفادها أن المالك آنذاك، آرثر هيند، الذي اشترى النسخة الثانية المفترضة بهدوء، ليقوم بعد ذلك بإتلافها. لم تثبت صحة هذه الشائعة.
في عام 1999، تم الادعاء باكتشاف طابع آخر من فئة 1c في بريمن، ألمانيا. كان هذا الطابع مملوكاً لبيتر وينتر، المعروف على نطاق واسع بإنتاج العديد من الطوابع المزيفة للطوابع الكلاسيكية، مطبوعة على شكل صور طبق الأصل على ورق حديث. وقد فحصت الجمعية الملكية لهواة جمع الطوابع في لندن الطابع مرتين وتبين أنه مزيف. وفي رأيهم أن هذه العينة هي طابع معدّل باللون الأرجواني من فئة 4c.

## العرض العام

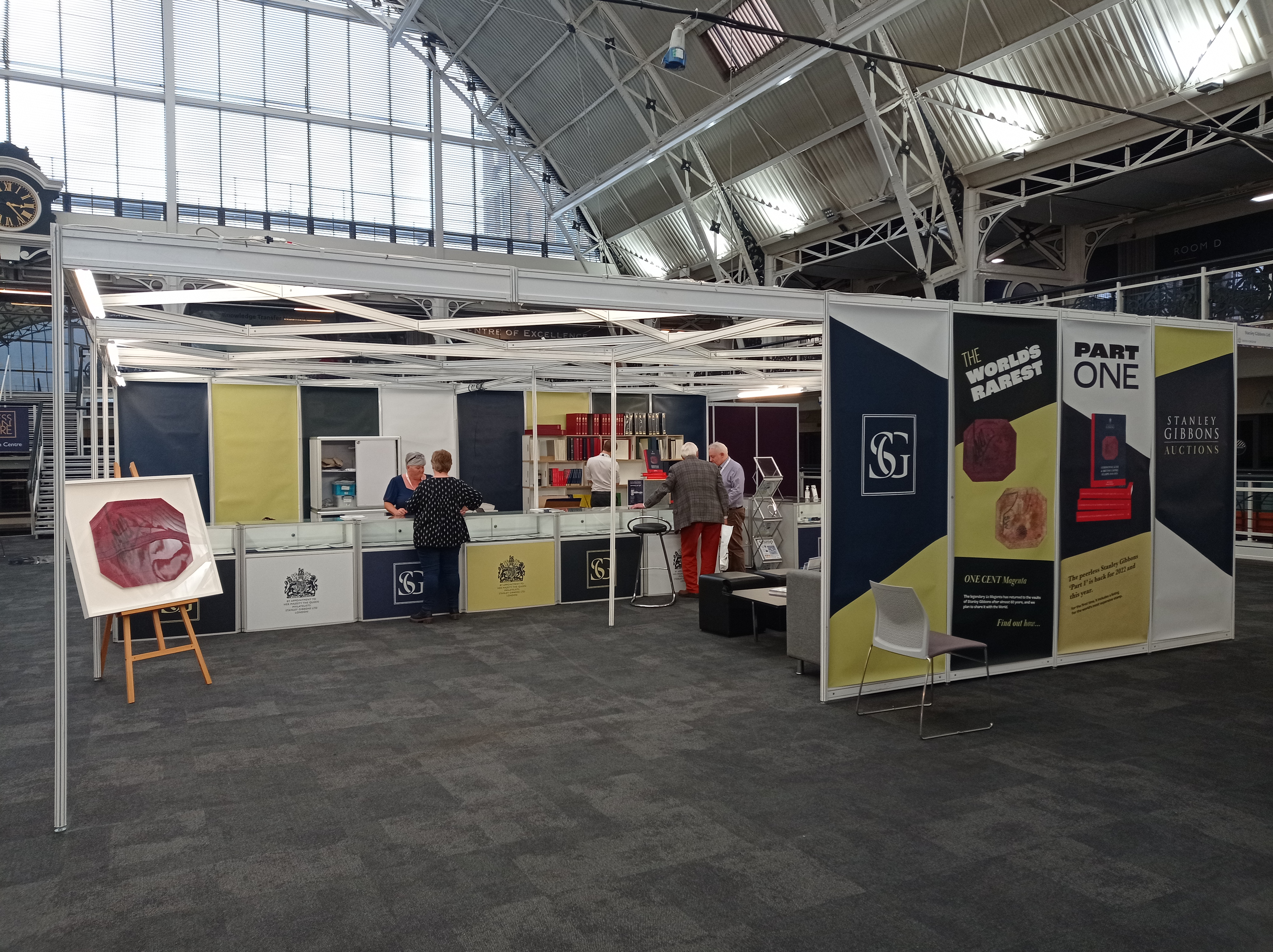
مجموعة ستانلي غيبونز يروجون لملكيتهم للطوابع في جناحهم في معرض أوتومبكس خريف 2021

عُرض الطابع في معرض نيويورك العالمي عام 1939، والمعرض الدولي الخامس لهواة جمع الطوابع عام 1956 في معرض نيويورك الدولي للطوابع (FIPEX)، وفي أستراليا عام 1963، وفي معرض نيويورك الدولي المئوي للطوابع عام 1964، وفي لندن عام 1965، وفي معرض تورنتو الكندي لهواة جمع الطوابع عام 1978.
في نوفمبر 2014، أعلن متحف البريد الوطني التابع لمؤسسة سميثسونيان أن مالك الطابع الذي كان مجهول الهوية آنذاك وافق على عرض الطابع الندر في المتحف في واشنطن العاصمة، بدءًا من 4 يونيو 2015 وحتى 2 ديسمبر 2018.
وبجانب معرض متحف البريد توجد نسخة من كتاب دونالد داك الكوميدي "الرجل المذهّب" (OS 422) من عام 1952 الذي يدور عنصر حبكته الرئيسي حول ذهاب دونالد وأبناء أخيه، هيوي ولوي وديوي، إلى غيانا البريطانية لمحاولة العثور على نسخة أخرى من الطابع البريدي النادر. كتب القصة المصورة ورسمها كارل باركس.
عُرض الطابع في قاعة الشرف في المعرض العالمي للطوابع في مدينة نيويورك عام 2016 في الفترة من 28 مايو إلى 3 يونيو 2016.
بعد فترة وجيزة من بيع الطوابع في عام 2021، أعلنت مجموعة ستانلي غيبونز البريطانية لتجارة الطوابع ونشر الطوابع أنها هي المشتري للطابع. ابتداءً من 8 نوفمبر 2021، يمكن للأفراد شراء جزء من ملكية الطابع من مجموعة ستانلي غيبونز.
من الشهر نفسه إلى ديسمبر/كانون الأول، يعرض الطابع من قبل مجموعة ستانلي غيبونز في مقرها الرئيسي في 399 ستراند، لندن.
وقد ظهر مؤخرًا في سبتمبر 2023 في معرض لندن ستامبيكس، وخلال نوفمبر - ديسمبر 2023 في بانكوك.